# Jørgen Vagn Pedersen
Jǿrgen Vagn Pedersen (Copenaghen, 8 ottobre 1959) è un ex ciclista su strada, pistard e dirigente sportivo danese. Professionista dal 1984 al 1990, vinse una tappa al Tour de France 1985 e vestì per cinque giorni la maglia gialla al Tour de France 1986.

## Carriera
Forte dilettante, si aggiudicò in diverse occasioni i Campionati danesi della categoria, sia su pista che su strada, inoltre nel 1980 conquistò il Nordisk Mesterskab ossia il campionato della Scandinavia. Nel 1982 vinse una frazione alla Settimana Ciclistica Bergamasca e al Giro delle Regioni, venendo messo sotto contratto dal G.S. Fiatagri di Torino diretto da Italo Zilioli; nel 1983 vinse il Giro Ciclistico del Cigno in Molise e chiuse secondo al Gran Premio Palio del Recioto, mentre l'anno dopo arrivò vinse la Milano-Tortona e si piazzò secondo, dietro a Flavio Giupponi e davanti a Claudio Chiappucci, al Giro della Valle d'Aosta, prestigiosa corsa a tappe della categoria. Partecipò anche a due edizioni dei Giochi olimpici, Mosca 1980 e Los Angeles 1984.
Passato professionista nell'ottobre 1984 con la Carrera di Davide Boifava, si mise in luce già in quell'autunno con piazzamenti di prestigio al Giro di Lombardia, che concluse ottavo, e al Giro del Piemonte, che terminò al settimo posto. Raccolse i risultati più significativi al Tour de France, conseguendo la vittoria di una tappa nell'edizione 1985 e vestendo per cinque giorni la maglia gialla, simbolo del primato in classifica generale, nell'edizione 1986.
Vinse anche una tappa alla Parigi-Nizza 1986 e la Klasika Primavera 1988 (primo non spagnolo a riuscirci), e partecipò a quattro edizioni dei campionati del mondo per Professionisti. Concluse la carriera professionistica nel 1990. Dopo il ritiro, nel 2008 è stato direttore sportivo al Team CSC-Saxo Bank di Bjarne Riis.

## Palmarès

### Strada
- 1977 (Juniors)

Campionati danesi juniors, Prova in linea
- 1979 (Dilettanti)

Jodoigne - Geldenaken
- 1980 (Dilettanti)

Nordisk Mesterskab
- 1981 (Dilettanti)

Campionati danesi, Prova in linea dilettanti
- 1982 (Dilettanti)

5ª tappa Settimana Ciclistica Bergamasca (Palazzago)
1ª tappa, 2ª semitappa Giro delle Regioni (Sansepolcro > Acquasparta)
- 1983 (Dilettanti, due vittorie)

Giro Ciclistico del Cigno
Campionati danesi, Cronometro dilettanti
- 1984 (Dilettanti, cinque vittorie)

Campionati danesi, Cronometro dilettanti
Milano-Tortona
2ª tappa Giro della Valle d'Aosta (Saint-Vincent > Fénis)
4ª tappa Giro della Valle d'Aosta (Châtillon > Torgnon)
5ª tappa, 2ª semitappa Giro della Valle d'Aosta (Grosso > Cirié)
- 1985 (Carrera, due vittorie)

10ª tappa Tour de France (Épinal > Pontarlier)
1ª tappa Vuelta a Aragón (Huesca > Aínsa-Sobrarbe)
- 1986 (Carrera, due vittorie)

Memorial Dalmacio Langarica
5ª tappa Parigi-Nizza (Tolone > Mandelieu)
- 1988 (BH, una vittoria)

Klasika Primavera

#### Altri successi
- 1985 (Carrera)

9ª tappa Tour de Suisse (Appenzello > Appenzello, cronosquadre)
Roskilde - Stjerneløbet
- 1987 (Carrera)

2ª tappa Tour de France (Berlino > Berlino, cronosquadre)
1ª tappa Parigi-Nizza (Champigny > Champigny, cronosquadre)

### Pista
- 1983 (Dilettanti)

Campionati danesi, Inseguimento individuale dilettanti
Campionati danesi, Inseguimento a squadre dilettanti (con Michael Marcussen, Dan Frost e Brian Holm)
- 1984 (Dilettanti, due vittorie)

Campionati danesi, Inseguimento individuale dilettanti
Campionati danesi, Inseguimento a squadre dilettanti (con Michael Marcussen, Dan Frost e Brian Holm)

## Piazzamenti

### Grandi Giri
- Giro d'Italia

1986: 44º
1989: ritirato
- Tour de France

1985: 50º
1986: 77º
1987: 68º
1988: 26º
Vuelta a España
1988: 43º
1990: 67º

### Classiche monumento
- Milano-Sanremo

1985: 34º
1986: 109º
- Giro di Lombardia

1984: 8º

### Competizioni mondiali
- Campionati del mondo

Giavera del Montello 1985 - In linea: 51º
Colorado Springs 1986 - In linea: ritirato
Villaco 1987 - In linea: ritirato
Ronse 1988 - In linea: ritirato
- Giochi olimpici

Mosca 1980 - Cronosquadre: 10º
Los Angeles 1984 - Inseguimento individuale: 5º
Los Angeles 1984 - Inseguimento a squadre: 5º